# Hiéracocéphale

Le dieu Khonsou sous sa forme hiéracocéphale.

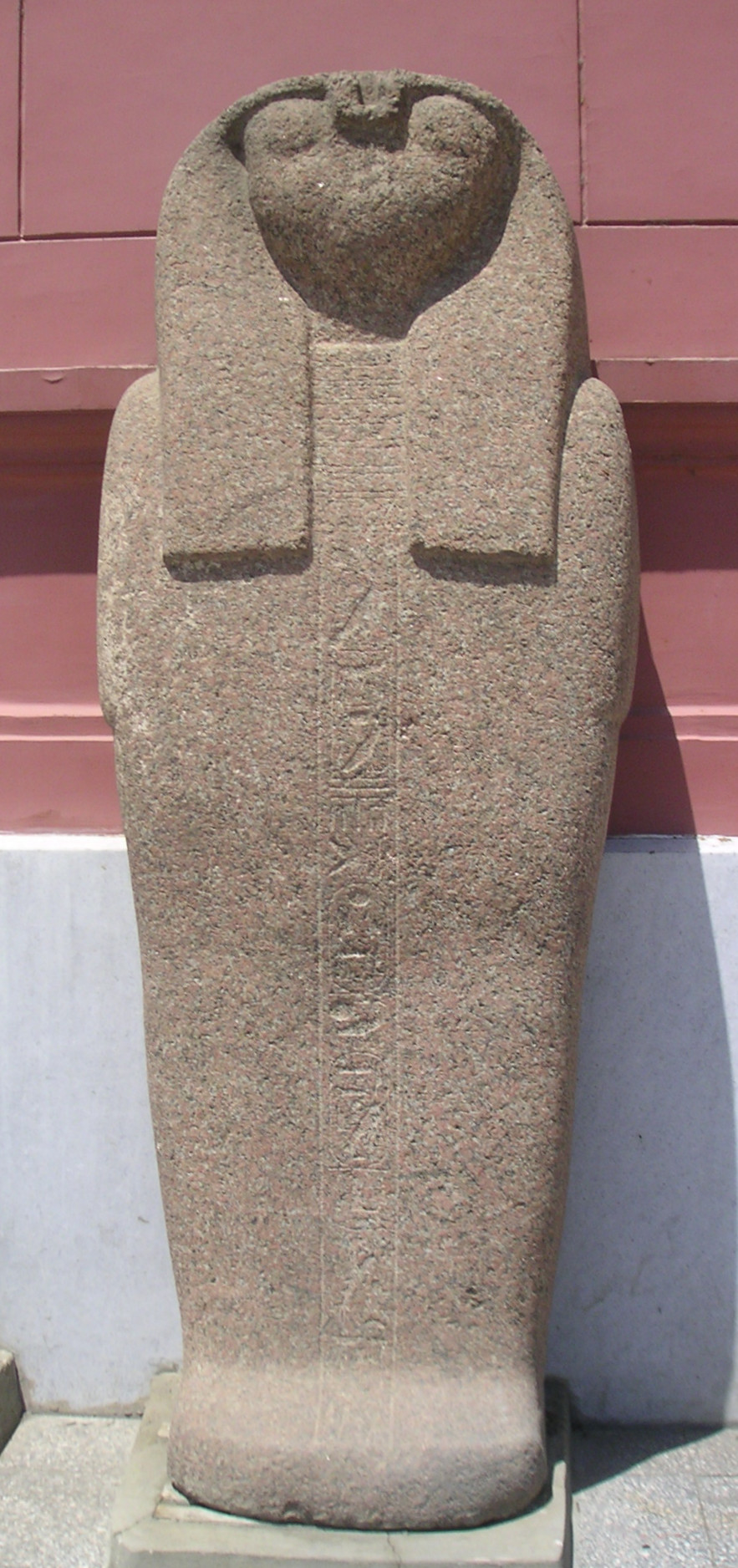
Sarcophage hiéracocéphale de Harsiesis.

Les hiéracocéphales sont, en particulier en égyptologie, des divinités et des créatures humanoïdes à tête de faucon.

## Étymologie
Le mot provient du grec ancien : ἱέρακος (iérakos) faucon et κεφαλή (kefalí) tête.

## Description
En Égypte antique, le faucon était un animal sacré qui était le médium privilégié de certains dieux et ceux-ci finissaient par s'identifier à ceux-là et donc se confondaient aux yeux des anciens Égyptiens.
On compte parmi les principales divinités hiéracocéphales du panthéon égyptien :
- Rê-Horakhty
- Horus
- Qebehsenouf (l'un des quatre fils d'Horus)
- Haroëris
- Sokaris
- Montou
- Khonsou
- Hemen
- Houroun

L'expression s'emploie par extension à toute sculpture ou représentation ayant cette singularité. On pourra ainsi, concernant d'autres cultures, citer les représentations de griffons dans la mythologie de la Grèce antique ou encore les sculptures monumentales du mausolée d'Antiochos Ier de Commagène à Nemrut Dağı en Turquie.